# 王建安 (心血管病学家)
王建安(1961年11月-)，浙江杭州人，中国临床医学家，主攻心血管病学，浙江大学医学院附属第二医院院长（2009年起）、心脏中心主任，美国心脏学院院士、中华医学会心血管病学分会副主任委员，浙江大学教授和博士生导师。曾获白求恩奖章、国家科技进步奖二等奖，获评中国医改十大新闻人物、卫生部有突出贡献中青年专家、最具影响力中国医院院长、浙江省有突出贡献中青年专家等。

## 简历
王建安于1983年获湖南医学院（中南大学湘雅医学院）学士学位，2000年获浙江大学博士学位，曾赴香港和美国访问学习。2022年在新英格兰医学杂志发表了首例由中国人主持的心脏介入研究，入选当年的欧洲心脏病学会杂志全球心脏介入十大研究。2023年，当选中国科学院院士。